# Erben der Schöpfung
Erben der Schöpfung ist eine liechtensteinische Symphonic-Metal-Band, die Stilmittel des Electro und Metal verwendet.

## Bandgeschichte
Da Oliver Falk nebst seiner Band WeltenBrand ein zweites Ventil für seine Kompositionen suchte, entwickelte sich im Laufe der Zeit die Idee von „Erben der Schöpfung“ als Gothic-/EBM-Projekt. In den Jahren 1998/99 kam es zu Absprachen mit Thomas Rainer von L’Âme Immortelle. Dieser konnte aus Zeitmangel aber nicht mitwirken. Somit entschied sich Falk dazu, sein Nebenprojekt alleine zu betreiben, bis Sabine Dünser als Sängerin dazu stieß. Während der Arbeit am Debütalbum Twilight wurde Pete Streit, der zuerst nur einen kurzen Auftritt haben sollte, als Gitarrist engagiert. 
Im Jahr 2001 erschien die Single Elis (der Text dazu stammt von einem Gedicht von Georg Trakl) und kurz darauf das Debütalbum Twilight auf M.O.S. Records, dem Label, bei dem auch WeltenBrand veröffentlichte. Darauf folgten Auftritte, unter anderem auf dem Wave-Gotik-Treffen in Leipzig. Jürgen Broger, Tom Saxer und Franky Koller, die vorerst als Liveunterstützung gedacht waren, gehörten bald darauf zur festen Bandbesetzung von Erben der Schöpfung.
Es kamen aber einige Streitigkeiten innerhalb der Band auf, welche man vor Gericht zu schlichten versuchte. Auf den Rat eines Anwaltes hin verließ Oliver Falk die Band, anstatt die übrigen Mitglieder und das Management aus seiner Band zu entlassen. Dies hatte zur Folge, dass die Lizenz für Twilight bei den restlichen Mitglieder blieb. Den Namen „Erben der Schöpfung“ ließ er als seine Marke schützen. Darauf unterzeichnete Oliver Falk einen Vertrag bei Napalm Records mit Erben der Schöpfung, wo mittlerweile auch WeltenBrand untergekommen war. Die restlichen Bandmitglieder gründeten die Band Elis, die nach der ersten Single des Albums Twilight von Erben der Schöpfung benannt ist.
2005 entstand eine neue Formation um Oliver Falk mit der Sängerin Dina Falk von WeltenBrand und Rino Vetsch als Gitarrist. Seit August 2007 arbeitete die Band an einem neuen Album, welches dann am 20. November 2009 erschien.

## Diskografie
- 2001: Elis (Maxi)
- 2001: Twilight (M.O.S. Records; 2003, Re-Release, Napalm Records)
- 2009: Narben der Zeit (M.O.S. Records)